# John Michaux
John Michaux (Antwerpen, 2 maart 1876 - Brussel, 1956) was een Belgisch kunstschilder.

## Levensloop
Hij was leerling aan de Kunstacademie van Antwerpen en daarna aan het Hoger Rijksinstituut voor Schone Kunsten in Antwerpen (bij Frans Hens).
Hij profileerde zich als schilder van landschappen, marines en stillevens. Zijn landschappen zijn vaak aan de Scheldeoevers of in de Antwerpse Kempen gesitueerd. Zijn marines aan de Vlaamse kust.
Voor de Eerste Wereldoorlog had hij een verblijf in Nieuwpoort. Een groot deel van het Nieuwpoortse oeuvre werd daar vernield tijdens de Eerste Wereldoorlog. Tijdens de oorlog verbleef hij in Groot-Brittannië, in Londen, Bexhill en Newlyn.
Tijdens het interbellum woonde hij in Berchem/Antwerpen, Mevrouw Courtmansstraat 28.  Hij was leraar aan het Hoger Koloniaal Instituut in Antwerpen.
Michaux werd lid van de Antwerpse kunstenaarsvereniging Als ik Kan toen die al over haar piek heen was en van de Société belge des Peintres de la Mer waarin de voornaamste Belgische marineschilders elkaar vonden.

## Tentoonstellingen
- 1909, Brussel, Salon de Printemps : "Vissersboten te Nieuwpoort", "Kanaal te Oostende", "Havengeul te Nieuwpoort"
- 1933, Salon 1933, Gent : "Groene vis", "Grijs weer"
- 1937, Salon 1937, Gent :  "Oostendse visser", "Gestrande sloep"
- 1941, Antwerpen, Salle Buyle : groepstentoonstelling van Als ik Kan.

## Musea
- Antwerpen, Kon. Museum voor Schone Kunsten
- Arlon, Musée Gaspar-Collection de l'Institut Archéologique du Luxembourg, une aquarelle.
- Brussel, Museum van Elsene
- Heerenveen, Museum Belvedere
- Verz. Belgische Staat